# Chiesa dei Santi Bernardo e Giuseppe
La chiesa parrocchiale dei Santi Bernardo e Giuseppe è un luogo di culto cattolico di rito ambrosiano, costruito a Rescaldina.

## Storia
La storia racconta che il 4 settembre 1904 il Cardinale Andrea Carlo Ferrari, posò benedicendo la prima pietra della chiesa, nel punto dove sarebbe stato costruito l'altare principale. L'8 dicembre 1908, veniva finalmente aperto il la nuova parrocchia, benedetta nel 1913 sempre dallo stesso Cardinale Ferrari.

## Architettura
Il complesso si erge grazie a sei colonne con capitello figurato a cubo scantonato, che aprono la vista alle tre navate principali, suddivise in 7 campate con archi a tutto sesto. La luce penetra all'interno della chiesa attraverso ampie vetrate, presenti solo nelle pareti del cleristorio, mentre risultano senza finestre le pareti laterali che presentano archi a volta a crociera.
A fianco delle due navate poste lateralmente, si aprono, a destra la cappella di San Giuseppe e quella del Sacro Cuore, mentre a sinistra si trova il fonte battesimale e la cappella dedicata a San Bernardo. Sempre a sinistra, è presente quella della Madonna col Rosario.